# John Farmer
John Farmer (a. 1565 o 1570 - 1605) fue un compositor y organista inglés, sobre todo de madrigales. Es probablemente uno de los compositores menos conocidos de la escuela madrigalista inglesa. 

## Datos biográficos
Estuvo bajo el patronazgo del Conde de Oxford y dedicó su colección de cánones y su último volumen de madrigales a su patrón. Se trasladó a Londres y después fue organista y maestro de coros en la catedral de Dublín.
En 1591 publicó un tratado de composición a 3 voces, pero se le conoce sobre todo por su única colección de madrigales a cuatro voces (1599); uno de ellos era "Fair Phyllis". Su obra "Diver and sundry Waies of Two Parts in One" (Saltador y varios modos de dos voces en uno) muestra su dominio del canon a dos voces y del cantus firmus. También contribuyó a la colección de salmos de Thomas East (1592), y escribió los doce himnos y cánticos que lo preceden.

## Obras
- Fair Phyllis I Saw Sitting All Alone (Fair Phyllis)
- Fair Nymphs, I Heard One Telling
- A Pretty Little Bonny Less
- Take Time While Time Doth Last

### Figuralismo
Farmer solía pintar musicalmente (véase figuralismo), en sus obras, las escenas de las que hablaba. Por ejemplo, en "Fair Phyllis", la línea inicial es "A la bella Phyllis completamente sola vi". Farmer hace que la voz de la soprano cante a solas al inicio, y resalta así el hecho de que está "completamente sola". Luego, para hablar del rebaño delante de ella, las demás voces la acompañan inmediatamente después de terminada esa frase.